# Bergnepeta
Bergnepeta (Nepeta racemosa) är en kransblommig växtart som beskrevs av Jean-Baptiste de Lamarck. Enligt Catalogue of Life ingår Bergnepeta i släktet nepetor och familjen kransblommiga, men enligt Dyntaxa är tillhörigheten istället släktet nepetor och familjen kransblommiga. Arten förekommer tillfälligt i Sverige, men reproducerar sig inte. Inga underarter finns listade i Catalogue of Life.

## Bildgalleri

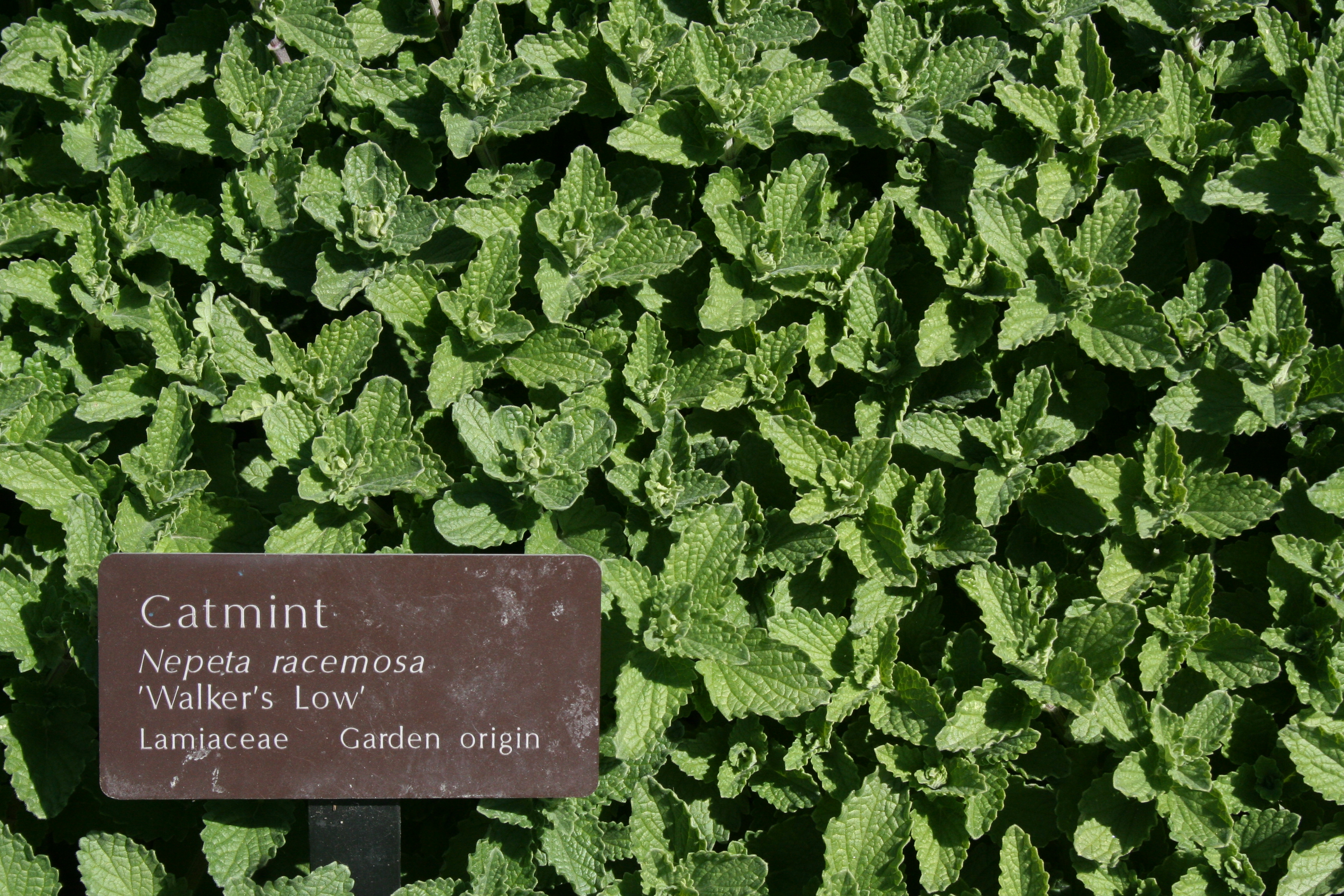